# Jerzy I Rakoczy
Jerzy I Rakoczy (węg. I. Rákóczi György, ur. 8 czerwca 1593 w Szerencs, zm. 11 października 1648 w Gyulafehérvár) – książę Siedmiogrodu 1630–1648.

## Życiorys
Urodzony 8 czerwca 1593 r. w miejscowości Szerencs. Syn księcia Siedmiogrodu Zygmunta Rakoczego i Anny córki Janosa Gerendi.
Ojciec Jerzego pochodził z węgierskiej rodziny szlacheckiej, której majątki rodowe leżały na terenie Górnych Węgier, czyli obecnej Słowacji. Zygmunt Rakoczy walczył po stronie Stefana Bocskaya, który stanął na czele powstania antyhabsburskiego i przy poparciu Turcji został księciem Siedmiogrodu (książęta Siedmiogrodu byli wybierani w drodze elekcji przez Sejm). Zygmunt został jednym z najbliższych współpracowników Stefana Bocskaya i po jego śmierci został wybrany nowym władcą Siedmiogrodu (1607). Jednak już rok później ojciec Jerzego zmarł.
Po śmierci ojca Jerzy Rakoczy przeszedł na służbę kolejnego siedmiogrodzkiego władcy, Gabora (Gabriela) Bethlena. Podczas wyprawy Bethlena na Wiedeń w 1619 roku, w czasie wojny trzydziestoletniej, Jerzy Rakoczy został dowódcą wojsk, które pozostały w kraju, mając za zadanie odeprzeć najazd lisowczyków. Jerzy nie wywiązał się ze swoich obowiązków, gdyż w bitwie pod Humiennem poniósł klęskę (23 listopada 1619) i nie udało mu się uratować kraju przed zniszczeniami. W owych czasach Księstwo Siedmiogrodu było krajem zależnym od swoich potężnych sąsiadów: Turcji osmańskiej, która po podbiciu w XVI w. prawie całych Węgier niezmiennie uważała Siedmiogród za swe lenno oraz Austrii Habsburgów, którzy dzierżąc tytuł króla Węgier uważali Siedmiogród za swe utracone dziedzictwo. Mimo to kolejni władcy Siedmiogrodu balansując pomiędzy Austrią i Turcją próbowali prowadzić politykę pozwalającą im zachować mniejszą lub większą niezależność.
Po śmierci popieranego przez Turcję Gabora Bethlena (zm. 15 listopada 1629) władzę w Siedmiogrodzie objęła wdowa po nim, Katarzyna Brandenburska. W następnym roku doszło zebrania sejmu elekcyjnego, na którym 29 listopada 1630 księciem Siedmiogrodu wybrano Jerzego Rakoczego. Nowy władca musiał się borykać z opozycją skupioną wokół Stefana Bethlena, brata Gabora, którego sułtan turecki początkowo desygnował na księcia. Mimo poparcia Turcji dla Stefana Bethlena, Jerzy Rakoczy pokonał rywala, następnie poszedł w ślady swego poprzednika i uzyskał przychylność oraz poparcie sułtana. Mając zapewniony spokój ze strony Turcji, Jerzy Rakoczy skierował swe wysiłki na podporządkowanie Wołoszczyzny i Mołdawii. Wpierw Jerzy Rakoczy w 1633 r. zmusił hospodara wołoskiego Mateusza Basaraba do płacenia trybutu, a kilka lat później również hospodar mołdawski Bazyli I Lupu płacił Jerzemu Rakoczemu trybut. W 1642 Jerzy I Rakoczy, chcąc zapewnić sobie następstwo tronu, przeprowadził na sejmie elekcję swojego syna, również Jerzego.
Wzrost znaczenia Siedmiogrodu zaniepokoił Habsburgów, którzy postanowili odebrać Rakoczemu siedem komitatów, które wcześniej zostały przekazane G. Bethlenowi w dożywotnie władanie. Korzystając z tego, iż Austria była nadal uwikłana w wojnę trzydziestoletnią, Jerzy Rakoczy zawiązał sojusz z Francją oraz Szwecją, przeciwnikami Austrii, i zimą 1644 najechał ziemie Habsburgów. Austria, której wojska zmagały się z wojskami francuskimi i szwedzkimi, nie miała dość sił by skutecznie odeprzeć atak Rakoczego. Wynikiem tego była klęska wojsk habsburskich w maju 1644 r. Dalsze postępy Rakoczego zostały powstrzymane przez Turcję, która nie chciała zaogniać swoich stosunków z Austrią i wymusiła na Rakoczym wycofanie się z wojny. Podpisując pokój z Austrią (16 grudnia 1645) książę Siedmiogrodu uzyskał potwierdzenie swoich praw do owych 7 komitatów, przy czym pięć z nich zostało przyznane księciu dożywotnio, pozostałe dwa mogli dziedziczyć jego potomkowie.
W kolejnych latach Jerzy I Rakoczy poczuł się na tyle mocno, że po śmierci króla Polski Władysława IV Wazy (20 maja 1648) zgłosił kandydaturę swego syna Zygmunta do tronu polskiego, licząc jako kalwin na poparcie polskich innowierców. Jerzy I Rakoczy nie doczekał jednak końca elekcji, gdyż zmarł 11 października 1648 roku, w miejscowości Gyulafehérvár (obecnie Alba Iulia). Po jego śmierci władzę w Siedmiogrodzie przejął syn Jerzy II Rakoczy.
Jerzy I Rakoczy był gorliwym kalwinistą, wychowankiem kolegium protestanckiego w Sárospatak, podczas swego panowania popierał rozwój kalwinizmu w Siedmiogrodzie, sprowadzając do kraju wielu protestanckich uczonych, próbował nakłonić do przyjazdu również sławnego Jana Amosa Komenskiego, co jednak nastąpiło dopiero po śmierci księcia.

## Rodzina
Jerzy I Rakoczy w 1616 r. poślubił Zuzannę Lórántfy (zm. 1660). Dziećmi tej pary byli wspomniani wcześniej:
- Jerzy II, następca ojca na tronie siedmiogrodzkim, zm. 1660
- Zygmunt, zm. 1652, żonaty z Henriettą, córką palatyna reńskiego Fryderyka V (króla Czech w latach 1619–1620).

Siostrą Zuzanny Lórántfy była Maria, która poślubiła brata Jerzego I Rakoczego, Zygmunta (zm. 1620).